# Conus wallacei
Conus wallacei é uma espécie de gastrópode do gênero Conus, pertencente à família Conidae.